# (464268) 2015 FV140
(464268) 2015 FV140 es un asteroide perteneciente al cinturón de asteroides, descubierto el 17 de septiembre de 2009 por el equipo Spacewatch desde el Observatorio Nacional de Kitt Peak (Arizona, Estados Unidos).